# Вилкс, Андрис
Андрис Вилкс (латыш. Andris Vilks, 15 июня 1963, Рига — 28 апреля 2024) — латвийский экономист и политик, министр финансов (2010—2014).

## Биография
Окончил Латвийский университет как преподаватель географии. После окончания университета несколько лет работал в области геологии, сельского хозяйства и картографии на государственных предприятиях.
В 1991 году посещал курсы менеджмента и маркетинга в Дании город Оденсе. С 1995 по 2005 год посещал различные курсы по банковскому бизнесу, инвестициям, финансовому анализу, менеджменту и маркетингу.
Экономист SEB banka и управляющий отделом анализа фондового рынка и аналитики банка. Управляющий комитетом ассоциации коммерческих банков Латвии по экономическим и монетарным вопросам. Член партии «Единство».
Награждён офицерским крестом ордена Великого князя Литовского Гядиминаса (2001). Награждён эстонским орденом Креста земли Марии 2 класса (2012).
Умер в конце апреля 2024 года после продолжительной болезни в возрасте 60 лет.